# يو إف سي على فوكس: لي ضد ياكوينتا 2
يو إف سي على فوكس: لي ضد ياكوينتا 2 (بالإنجليزية: UFC on Fox: Lee vs. Iaquinta 2)‏ هو حدث لفنون القتال المختلطة نظمته يو إف سي، أُقيم في 15 ديسمبر 2018، على فيسيرف فورم في ميلواكي، ويسكونسن الولايات المتحدة.